# Liste der Monuments historiques in Clohars-Carnoët
Die Liste der Monuments historiques in Clohars-Carnoët führt die Monuments historiques in der französischen Gemeinde Clohars-Carnoët auf.

## Liste der Bauwerke
| Bezeichnung                   | Beschreibung                  | Standort                       | Kennzeichnung | Schutzstatus | Datum | Bild           |
| ----------------------------- | ----------------------------- | ------------------------------ | ------------- | ------------ | ----- | -------------- |
| Ehemalige Abtei Saint-Maurice | Erbaut ab dem 13. Jahrhundert | (Lage)                         | PA00089879    | Inscrit      | 1956  | weitere Bilder |
| Kapelle Notre-Dame-de-la-Paix | Erbaut im 16./17. Jahrhundert | Rue du Philosophe-Alain (Lage) | PA00089880    | Inscrit      | 1962  | weitere Bilder |

## Liste der Objekte
- Monuments historiques (Objekte) in Clohars-Carnoët in der Base Palissy des französischen Kultusministeriums